# Dreschvitz
Dreschvitz ist eine Gemeinde im Landkreis Vorpommern-Rügen auf der Insel Rügen in Mecklenburg-Vorpommern (Deutschland). Die Gemeinde wird vom Amt West-Rügen mit Sitz in Samtens verwaltet.

## Geografie
Die Gemeinde liegt am Kubitzer Bodden. Zu Dreschvitz gehören die Ortsteile
- Bußvitz
- Dußvitz
- Güttin
- Landow
- Mölln
- Ralow
- Rugenhof

Die Insel Liebitz liegt auf dem Gebiet der Gemeinde.
Umgeben wird Dreschvitz von den Nachbargemeinden Gingst im Norden, Parchtitz im Nordosten, Sehlen im Osten, Samtens im Süden, Rambin im Südwesten (teilweise Seegrenze) sowie Ummanz im Nordwesten (teilweise Seegrenze).

## Geschichte
Dreschvitz: Die erste urkundliche Erwähnung wurde 1314 auf einem Eintrag einer alten Besitzurkunde gefunden. Ursprünglich als Straßendorf mit vier großen Landgütern war Dreschvitz nur drei Kilometer von der alten sogenannten Salzstraße entfernt.
Der Ort war bis 1326 Teil des Fürstentums Rügen und danach des Herzogtums Pommern.

Mit dem Westfälischen Frieden von 1648 geriet Rügen und somit auch der Ort Dreschvitz unter schwedische Herrschaft, nachdem der Ort vorher zum Herzogtum Pommern gehörte. 1815 kam die Gemeinde und Vorpommern zur preußischen Provinz Pommern.
Seit 1818 gehörte Dreschvitz zum Kreis bzw. Landkreis Rügen. 1952 bis 1955 war es dem Kreis Putbus zugehörig. Die Gemeinde gehörte danach bis 1990 zum Kreis Rügen im Bezirk Rostock, seit 1990 zum Landkreis Rügen und seit 2011 zum Landkreis Vorpommern-Rügen.
Trotz Schließung von Baulücken und Erschließung von Baugrundstücken hat Dreschvitz seit 1990 einen Einwohnerverlust zu verzeichnen. Im und am Haus der Generationen, einem Gemeindehaus, werden vielfältige Veranstaltungen durchgeführt.
Ralow wurde erstmals als fürstliche Burg aus der Zeit des Rügenfürsten Wizlaw III. (1265–1325) genannt. Das Gut Ralow war im Landeseigentum und danach u. a. bei den Familien von Segebaden (16. Jahrhundert), von Hardt, von Bagewitz (1737 oder 1746 bis 1872) und von Esbeck-Platen (bis 1935). Das Gutshaus wurde 1707 gebaut, um 1880 entscheidend umgebaut und nach 1945 verändert.

## Politik

### Gemeindevertretung und Bürgermeister
Bei den letzten Kommunalwahlen am 9. Juni 2024 wurde Olaf Braumann (FDP) mit 62,33 % zum Bürgermeister wiedergewählt und ist seit 1999 ununterbrochen im Amt. In der Gemeindevertretung sind mit dem Bürgermeister acht Gemeindevertreter.
Die Gemeindevertretung setzt sich wie folgt zusammen:
- Bündnis für Dreschvitz mit Bürgermeister – vier Sitze
- CDU – drei Sitze
- Die Linke – ein Sitz

### Bürgermeister
| Jahr      | Bürgermeister             |
| --------- | ------------------------- |
| 1990–1994 | Franz Auler (PDS)         |
| 1994–1999 | Wolfgang Schröder (CDU)   |
| seit 1999 | Olaf Braumann (FDP) (BfD) |

### Wappen
Das Wappen wurde am 30. März 2010 durch das Innenministerium genehmigt und unter der Nr. 331 in der Wappenrolle des Landes registriert.
Im Jahr 1989 wurde für Dreschvitz anlässlich der 675-Jahr-Feier ein Wappen erstellt und Fahnen und Postkarten in Umlauf gebracht. Allerdings wurde es versäumt, das Wappen ordnungsgemäß anzumelden. Danach ist es wieder in Vergessenheit geraten. Bei der Wiederentdeckung der Unterlagen wurde festgestellt, dass dieses Wappen mittlerweile in identischer Ausführung durch eine Gemeinde in Schleswig-Holstein geführt wird. Nach einer Bearbeitung und Anmeldung zur Genehmigung wurde das Wappen am 24. April 2010 im feierlichen Rahmen durch den Innenminister des Landes Mecklenburg-Vorpommern überreicht. Das Wappen wurde von Diplomdesigner Jürgen Frenkel aus Dreschvitz gestaltet.
Blasonierung: von einem blauen Wellenbalken geteilt, auf Silber nebeneinander 2 grüne Eichenzweige mit 3 Blättern und 1 Eichel und auf Gold ein räderloser schwarzer Pflug.
Begründung: Die Gemeinde Dreschvitz ist geprägt von einer wald- und wasserreichen Landschaft. Das Eichenlaub soll auf die Forstwirtschaft und die Jagdtradition verweisen; der blaue Wellenbalken steht für die Lage an der Boddenküste Priebowsche Wedde. Der Pflug symbolisiert die landwirtschaftliche Nutzung der Gemeinde.

### Flagge
Die Flagge ist längsgeteilt von Weiß – Blau – Gelb; der wellenförmige blaue Streifen nimmt ein Siebentel, der weiße und gelbe Streifen nehmen jeweils drei Siebentel der Höhe des Flaggentuchs ein. In der Mitte des weißen Streifen befinden sich zwei schräglinks liegende grüne Eichenzweige mit drei Blättern und einer grünen Eichel nebeneinander, in der Mitte des gelben Streifens ein räderloser schwarzer Pflug. Die Höhe des Flaggentuchs verhält sich zur Länge wie 3:5. Die Flagge wurde von Diplomdesigner Jürgen Frenkel aus Dreschvitz gestaltet.

## Sehenswürdigkeiten
- Dorfkirche Landow als gotische Wegekirche von um  1312 gebaut, wahrscheinlich die älteste Fachwerkkirche im südöstlichen Ostseeraum. Das Eichenholz der Fachwerkkonstruktion stammt von Baumfällungen von 1312/1313. Der ursprüngliche Fachwerkbau wurde um 1542 ummauert. In ihr finden zahlreichen Veranstaltungen, darunter Konzerte der Festspiele Mecklenburg-Vorpommern statt.
- Gutshaus Ralow: Zweigeschossiger Putzbau von 1707; historisierender (Neogotik) Umbau von um 1880 nach Plänen von Wilhelm von Mörner, geb. Neumann mit Treppengiebel und Turm mit hohem Walmdach (siehe Gut Ralow).

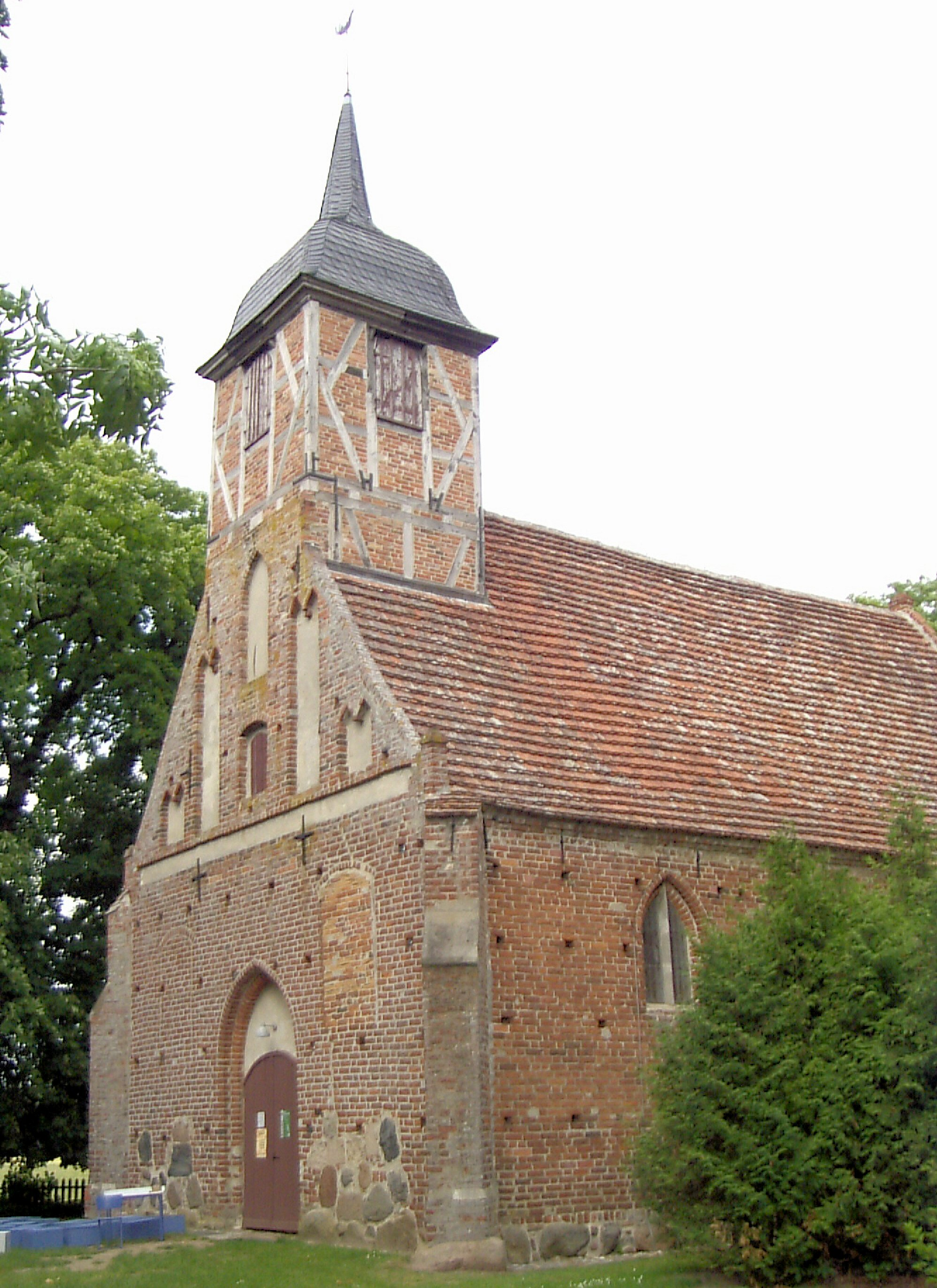
Dorfkirche Landow
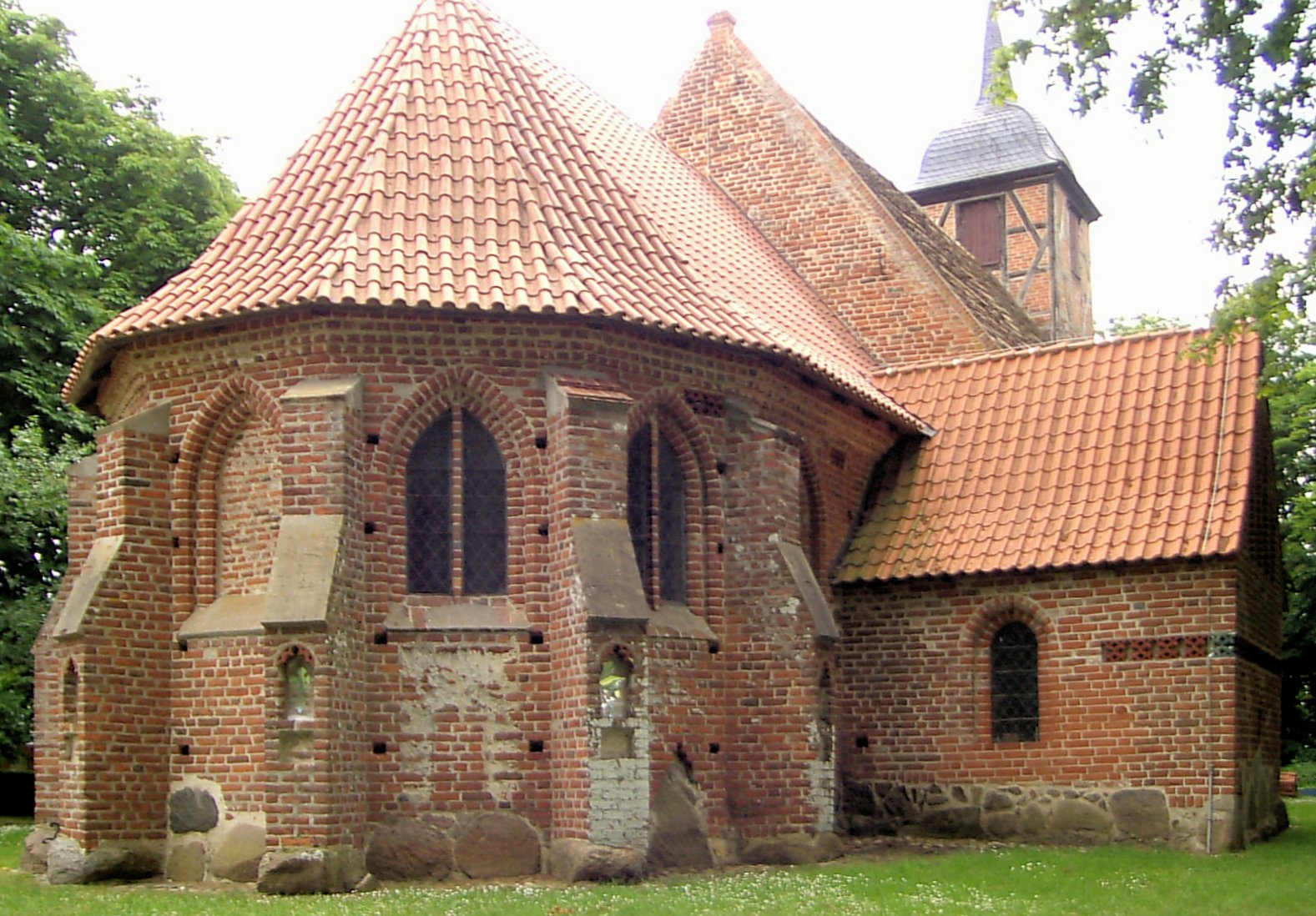
Dorfkirche Landow, Ostseite
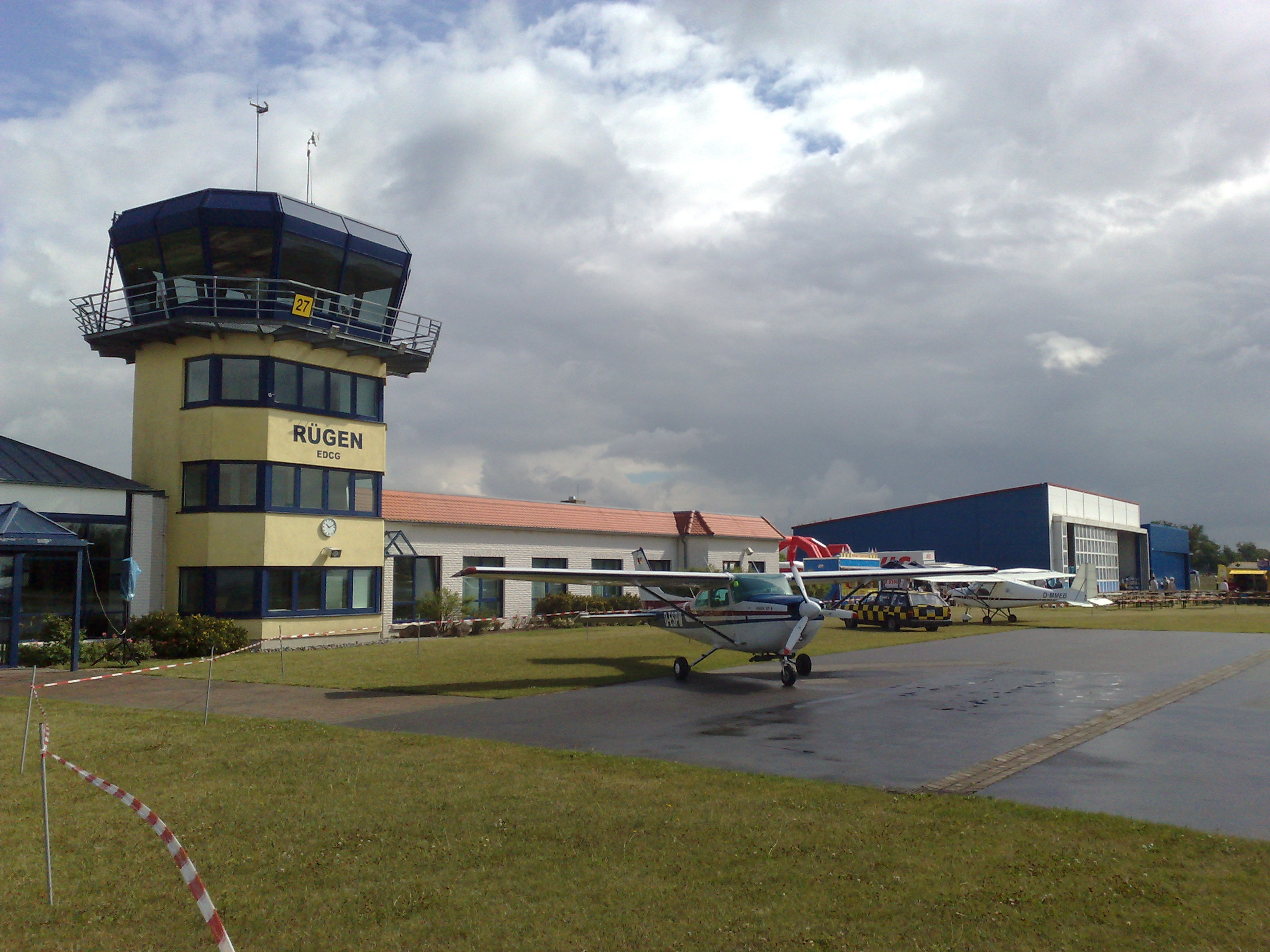
Flugplatz Rügen in Güttin

## Wirtschaft und Infrastruktur
Die Gemeinde wird durch die Landwirtschaft geprägt.
In Güttin befindet sich der einzige Flugplatz auf Rügen. Neben kleineren Linienflügen zur Hauptsaison sind hier auch Rundflüge über Rügen buchbar. Jeweils am zweiten Wochenende im Juli veranstaltet der dort ansässige Fliegerklub Flugtage.

## Persönlichkeiten
- Ernst Brandenburg (* 8. September 1901 in Dreschvitz; † 26. November 1962 in Gießen), Phytomediziner und Hochschullehrer
- Otto Nordt (* 12. Januar 1902 in Dreschvitz; † 25. Juli 1976 in Elmshorn), Marineoffizier und Ritterkreuzträger
- Dieter Freese (* 14. August 1939 in Dreschvitz), Raubmörder